# Ү (кирилиця)
Ү, ү — кирилична літера, випрямлена У. Позначає огублений голосний звук переднього ряду високого піднесення /y/. В інтернет-спілкуванні цю літеру часто замінюють латинською V/v.

Присутня у таких абетках:
- в башкирській (28-ма)
- в казахській (28-ма)
- в киргизькій (23-тя)
- в татарській (26-та)
- в монгольській (23-тя)
- в бурятській (23-тя)
- в калмицькій (27-ма)
- в якутській (28-ма)
- в дунганській (26-та)

## Див. Також
- Ұ
- Ӱ